# BMW・E21
BMW・E21は、ドイツの自動車メーカーであるBMWが開発した中型乗用車「3シリーズ」のうち、1975年から1983年にかけて製造・販売されていた初代モデルを指すコードネームである。

## 概要
02シリーズのボクシーなボディを発展させ曲面を生かした優美なデザインを持ち、ノイエクラッセから続く伝統のM10系エンジンを搭載する。軽量ボディから繰り出される軽快で吹け上がりの良いエンジンレスポンスと俊敏なハンドリング特性をもった2ドアセダン。サスペンション形式は変わらず、前輪がマクファーソン・ストラット式、後輪がセミトレーリングアーム式サスペンション式である。外観上の特徴でもあったボディサイドのキャラクターラインから開く逆アリゲーター式ボンネットも2002より引き継いでいる。
1975年登場時は、全グレードに直列4気筒エンジンを搭載し、キャブレター仕様の316、318、320とインジェクション仕様の320iが用意された。エクステリアはベーシックモデルの316と318は2灯式ヘッドライトを装備するのに対し、上級モデルの320と320iは4灯式ヘッドライトを装備する。
1977年には直列6気筒エンジンを搭載した320/6、323iが追加された。
1979年マイナーチェンジ。フロントのロアーパネルおよびエアスポイラー形状、サイドミラーのデザインが変更された。また、3シリーズの登場以降も併売されていた02シリーズの最廉価モデル1502の後継として、315が追加された。これは316搭載の1,573cc直列4気筒エンジンをデチューンした最廉価モデルである。
E21ではオイルショックの影響もあって、2002ターボのような高性能スポーツセダンは販売されなかったが、ツーリングカーレース上ではターボモデル 320i Turboが活躍した。また、バウアによるカブリオレモデル（タルガトップ）は引き続き設定され「トップ カブリオレ (Top Cabriolet：TC)」として販売されていた。

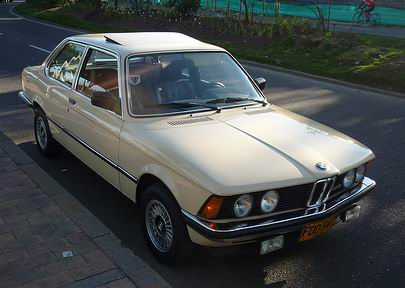
セダン 後期型 4灯式ヘッドライト（1979年 - 1983年）

| 搭載エンジン一覧 | 搭載エンジン一覧 | 搭載エンジン一覧 | 搭載エンジン一覧 | 搭載エンジン一覧 | 搭載エンジン一覧                                             |
| グレード         | 製造年           | エンジン         | 排気量           | 最高出力         | 備考                                                         |
| ---------------- | ---------------- | ---------------- | ---------------- | ---------------- | ------------------------------------------------------------ |
| 315              | 1979年 - 1983年  | 直列4気筒SOHC    | 1,573cc          | 75馬力（DIN）    |                                                              |
| 316              | 1979年 - 1983年  | 直列4気筒SOHC    | 1,573cc          | 90馬力（DIN）    |                                                              |
| 318 318A         | 1979年 - 1983年  | 直列4気筒SOHC    | 1,766cc          | 98馬力（DIN）    |                                                              |
| 320 320A         | -1977年          | 直列4気筒SOHC    | 1,990cc          | 109馬力（DIN）   |                                                              |
| 320i             | -1977年          | 直列4気筒SOHC    | 1,990cc          | 125馬力（DIN）   | 320のBOSCH・Kジェトロニック仕様。                            |
| 320/6 320/6A     | 1977年 - 1983年  | 直列6気筒SOHC    | 1,990cc          | 122馬力（DIN）   | 320/6AはAT搭載車。6気筒、M60（旧型）系エンジン搭載。         |
| 323i             | 1977年 - 1983年  | 直列6気筒SOHC    | 2,315cc          | 143馬力（DIN）   | 6気筒、M60（旧型）系エンジン搭載。BOSCH・Kジェトロニック仕様 |

### 日本での販売
日本へは初めバルコムオートトレイディングによって正規輸入され、1981年（昭和56年）からはBMWの日本法人として新たに設立されたBMWジャパンに移管された。しかしながら、販売網の未整備や、限定的な導入車種などから並行輸入も多く行われ、315から323iまでが並行輸入車として日本で販売された。
当初の正規輸入モデルは、トップモデルの320iおよび320iAで、これらはアメリカ仕様の320iを基に、外装をヨーロッパ仕様に戻したものであった。ごく初期に輸入されたモデルではフェンダーミラーに置き換えられていたものの、やがてドアミラーのまま販売されるようになった。
1980年（昭和55年）にはマイナーチェンジを受け、318iと318iAが輸入されるようになった。翌年からはBMWジャパンによる輸入業務に移管されたものの、1983年（昭和58年）のモデルチェンジまで価格以外の大きな変更は行われなかった。
| 日本への正規輸入車グレード一覧 | 日本への正規輸入車グレード一覧 | 日本への正規輸入車グレード一覧 | 日本への正規輸入車グレード一覧 | 日本への正規輸入車グレード一覧 | 日本への正規輸入車グレード一覧 |
| グレード                       | 製造年                         | エンジン                       | 排気量                         | 最高出力                       | 備考                           |
| ------------------------------ | ------------------------------ | ------------------------------ | ------------------------------ | ------------------------------ | ------------------------------ |
| 320i 320iA                     | -1980年                        | 直列4気筒SOHCエンジン          | 1,990cc                        | 105馬力（DIN）                 | 変速機は4速MTおよび3速AT       |
| 318i 318iA                     | 1980年 -                       | 直列4気筒SOHCエンジン          | 1,766cc                        | 100馬力（DIN）                 | 変速機は4速MTおよび3速AT       |